# Michael Wilson (escritor)
Michael Wilson (1 de julio de 1914 - 9 de abril de 1978) fue un guionista estadounidense.

## Biografía

### Vida y carrera

##### Primeros años de vida
Wilson nació y creció como católico romano en McAlester, Oklahoma. Se graduó de UC Berkeley con una licenciatura en filosofía en 1936 y realizó una beca de posgrado entre 1937 y 1939.  Enseñó inglés y comenzó su carrera como escritor con cuentos para revistas. Luego, a partir de 1941, escribió o coescribió 22 guiones.

##### Primeros guiones
A Wilson se le acreditó en The Men in Her Life (1941) con Loretta Young .
Hizo algunos westerns de William Boyd, Border Patrol (1943), Colt Comrades (1943), Bar 20 (1943) y Forty Thieves (1944).
La carrera de Wilson en Hollywood se vio interrumpida por la Segunda Guerra Mundial cuando sirvió como oficial en el Cuerpo de Marines de Estados Unidos.

##### Regreso de la Segunda Guerra Mundial
En 1945 se convirtió en escritor contratado por Liberty Films, trabajando (sin acreditar) en películas como It's a Wonderful Life (1946).
Fue coganador del Premio de la Academia al Mejor Guion Adaptado por Un lugar en el sol (1951) y ganó un Premio Edgar y otra nominación al Oscar por su guion de 5 Fingers (1953).

##### Lista negra
Wilson fue nombrado testigo hostil por el Comité de Actividades Antiamericanas de la Cámara de Representantes y fue incluido en la lista negra por ser comunista. Después de ser incluido en la lista negra, se fue a Francia y trabajó en guiones para la industria cinematográfica europea.
Mientras estaba en la lista negra, Wilson escribió el guion de La sal de la tierra (1954), un relato ficticio de una huelga real de mineros de zinc en el condado de Grant, Nuevo México. La película fue dirigida por Herbert Biberman y producida por Paul Jarrico, quienes también habían sido incluidos en la lista negra. La película ha sido considerada "culturalmente significativa" por la Biblioteca del Congreso de los Estados Unidos y seleccionada para su preservación en el Registro Nacional de Cine.
Escribió o colaboró en guiones para películas de Hollywood sin crédito o bajo un seudónimo por mucho menos de lo habitual antes de ser incluido en la lista negra, incluida Carnival Story (1954) (para King Brothers Productions, que a menudo utilizaba escritores incluidos en la lista negra); They Were So Young (1954); The Court-Martial of Billy Mitchell (1955), de Otto Preminger ; Friendly Persuasion (1956), de William Wyler ; El puente sobre el río Kwai (1957), para Sam Spiegel y David Lean ; The Two-Headed Spy (1958); Tempest (1958) y 5 Branded Women (1960) para Dino De Laurentiis ; y Lawrence de Arabia (1962) para Spiegel y Lean nuevamente.
Su guion de Friendly Persuasion fue nominado al Premio de la Academia, pero fue descalificado porque su nombre no aparecía en los créditos. El director William Wyler quería que se acreditara a su hermano, Robert Wyler y a Jessamyn West por reescribir el guion, pero Wilson lo cuestionó. Wyler luego pudo, bajo las reglas de la lista negra, que una de las pocas películas de la historia no se atribuyera a ningún escritor.
Wilson y Carl Foreman trabajaron por separado en El puente sobre el río Kwai, pero como ambos estaban en la lista negra, el crédito oficial fue para Pierre Boulle, en cuya novela se basó la película, a pesar de que Boulle ni siquiera hablaba inglés.
Wilson permaneció en Francia con su familia durante nueve años, antes de regresar a vivir a Ojai, California, Estados Unidos, en 1964. 

##### Regreso a Hollywood
Wilson continuó escribiendo guiones, incluso para The Sandpiper (1965), Planet of the Apes (1968) y Che! (1969). Su guion de El planeta de los simios se basó en una novela de Pierre Boulle. La adaptación fue atribuida a Wilson y Rod Serling. Aunque la mayor parte de la historia de Serling fue rechazada, se mantuvo su famoso final retorcido.
Michael Wilson recibió el Premio Laurel del Writers Guild of America en 1975 y recibió póstumamente su segundo Premio de la Academia en 1984 por El puente sobre el río Kwai.
En 1995 la junta directiva de la academia le otorgó a Wilson una nominación al Premio de la Academia como coguionista de Lawrence de Arabia y le acreditaron como el ganador del Premio del Gremio de Escritores de Gran Bretaña al Mejor Guion Dramático Británico .
Wilson también completó un guion no producido el 16 de diciembre de 1976, The Raid On Harper's Ferry, que era una adaptación del libro de Truman J. Nelson The Old Man: John Brown at Harper's Ferry (1973). Al parecer, también escribió guiones no producidos para una película sobre los trabajadores industriales del mundo titulada The Wobblies y una película sobre la infiltración del Movimiento de Liberación Negro titulada Quiet Darkness .

## Vida personal
Michael Wilson se casó con Zelma Gussin en 1941; la pareja tuvo dos hijas. La hermana de Zelma, Sylvia, estaba casada con otro guionista incluido en la lista negra, Paul Jarrico. Michael Wilson murió de un ataque al corazón en 1978 en el condado de Los Ángeles, California .

## Filmografía
- The Men in Her Life (1941)
- Border Patrol (1943)
- Colt Comrades (1943)
- Bar 20 (1943)
- Forty Thieves (1944)
- It's a Wonderful Life (1946) (sin acreditar)
- A Place in the Sun (1951)
- 5 Fingers (1952)
- La sal de la tierra (1954)
- Carnival Story (1954) (sin acreditar)
- They Were So Young (1954) (sin acreditar)
- The Court-Martial of Billy Mitchell (1955) (sin acreditar)
- Friendly Persuasion (1956) (sin acreditar)
- The Bridge on the River Kwai (1957) (originalmente sin acreditar)
- The Two-Headed Spy (1958) (originally as James O'Donnell)
- The Tempest (1958) (sin acreditar)
- 5 Branded Women (1960) (originalmente sin acreditar)
- Lawrence of Arabia (1962) (originalmente sin acreditar)
- The Sandpiper (1965)
- Planet of the Apes (1968)
- Che! (1969)

## Otras lecturas
- Caballero, Raimundo. Macartismo contra Clinton Jencks. normando: Prensa de la Universidad de Oklahoma, 2019.
- El planeta de los simios (Revista) #2, octubre de 1974. P. 48–52, "Michael Wilson: El escritor de los otros simios", de David Johnson. Una entrevista exclusiva con el coautor de la película original El planeta de los simios .